# Junior Lake
Pour les articles homonymes, voir Lake.
Junior Osvaldo Lake (né le 27 mars 1990 à San Pedro de Macorís, République dominicaine) est un voltigeur des Ligues majeures de baseball sous contrat avec les Blue Jays de Toronto.

## Carrière
Junior Lake signe son premier contrat professionnel en 2007 avec les Cubs de Chicago. Lake joue principalement à l'arrêt-court dans les ligues mineures, mais comme cette position est occupée chez les Cubs par le jeune Starlin Castro, c'est comme joueur de champ extérieur que Lake fait son entrée dans les grandes ligues. Il joue son premier match dans le baseball majeur pour Chicago le 19 juillet 2013. À son premier match, il frappe 3 coups sûrs en 4 présences au bâton : son premier dans les majeures est un double aux dépens du lanceur Jorge De La Rosa des Rockies du Colorado. Lake frappe au moins un coup sûr dans chacun de ses 7 premiers matchs dans le baseball majeur, la plus longue série du genre en début de carrière pour un joueur des Cubs depuis Jerome Walton (7 matchs aussi) en 1989. Il réussit son premier coup de circuit le 22 juillet contre le lanceur Tyler Skaggs des Diamondbacks de l'Arizona.
Les Cubs échangent Lake aux Orioles de Baltimore contre le releveur droitier Tommy Hunter le 31 juillet 2015. Il joue 8 matchs avec les Orioles. Soumis au ballottage, Lake est réclamé par les Blue Jays de Toronto le 18 décembre 2015.